# Саморегулируемая организация арбитражных управляющих
Саморегулируемая организация арбитражных управляющих (СРО арбитражных управляющих) — некоммерческая организация, членами которой являются арбитражные управляющие — граждане Российской Федерации.
СРО занимаются регулированием и обеспечением деятельности входящих в них арбитражных управляющих.
Некоммерческая организация получает статус СРО арбитражных управляющих после включения сведений о ней в единый государственный реестр, в котором собраны сведения обо всех СРО арбитражных управляющих .
Система СРО арбитражных управляющих была создана для ведения дел о банкротстве юридических лиц. 
С принятием в 2002 году Федерального закона «О несостоятельности (банкротстве)» деятельность СРО была упорядочена.
Первые шесть свидетельств о присвоении статуса саморегулируемых организаций были выданы Федеральной службой по финансовому оздоровлению и банкротству.
3 марта 2003 года вступило в силу Постановление Правительства № 100 от 14 февраля 2003 года и далее свидетельства выдавал Минюст. 
Федеральная регистрационная служба ведет также единый государственный реестр саморегулируемых организаций арбитражных управляющих. Всего в реестре по состоянию на март 2017 года было 52 СРО арбитражных управляющих (еще 14 СРО были на тот момент исключены из реестра).
Деятельность СРО арбитражных управляющих регламентируется нормативно-правовыми актами:
- Гражданский кодекс Российской Федерации от 30 ноября 1994 года № 51-ФЗ.
- Федеральный закон от 1 декабря 2007 года № 315-ФЗ «О саморегулируемых организациях».
- Федеральный закон от 12 января 1996 года № 7-ФЗ «О некоммерческих организациях».
- Федеральный закон от 26 октября 2002 года № 127-ФЗ «О несостоятельности (банкротстве)».
- Постановление Правительства от 3 февраля 2005 года № 52 «О регулирующем органе, осуществляющем контроль за деятельностью саморегулируемых организаций арбитражных управляющих».